# Čeněk Slepánek
Vincenc „Čeněk“ Slepánek (20. června 1878 Suchdol u Konice – 21. října 1944 Kojetín) byl český spisovatel, básník, překladatel a novinář.

## Život
Byl kandidátem Nobelovy ceny mírové v roce 1929 za Československo; editor revue Slavische Monatshefte, deníku Moravské rozhledy, Lidových zájmů a literárního plátku Naděje; zahraniční korespondent Národních listů a deníku Lidové noviny) v Rusku, Srbsku a Bulharsku. Byl rakouským špionem/diplomatem ve Švýcarsku, kde v letech 1917–1918 působil mimo jiné ve strukturách organizace Maffie.; vězeň odsouzený za slovní útoky vůči prezidentu Masarykovi, jemuž udělil milost Edvard Beneš.
Čeněk Slepánek sloužil jako pracovník finanční stráže na rakouské hranici (105–110 km) v Bukovině.

## Galerie

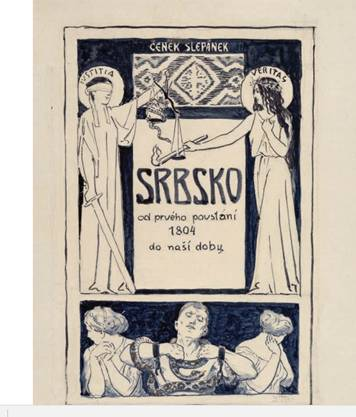
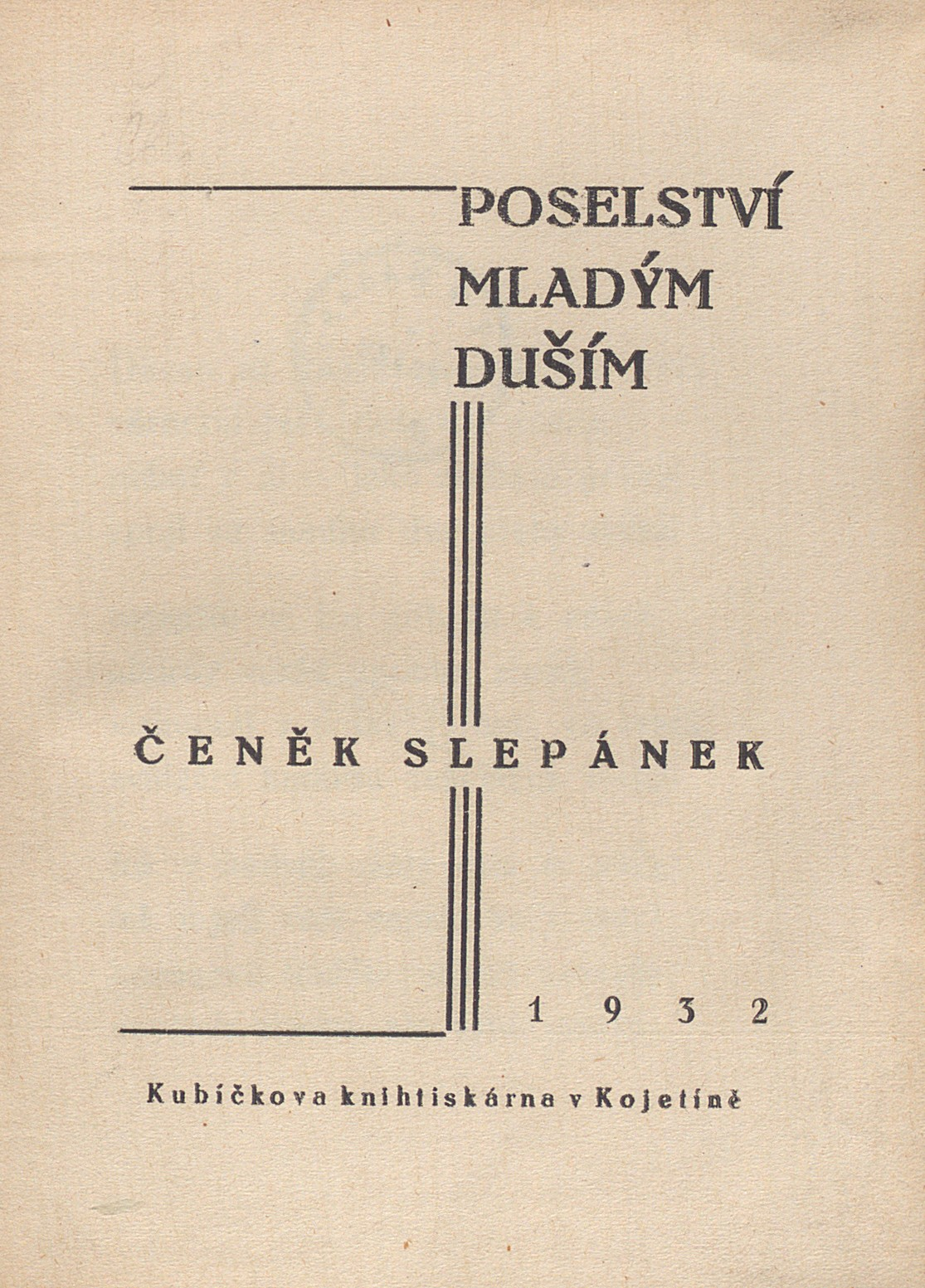
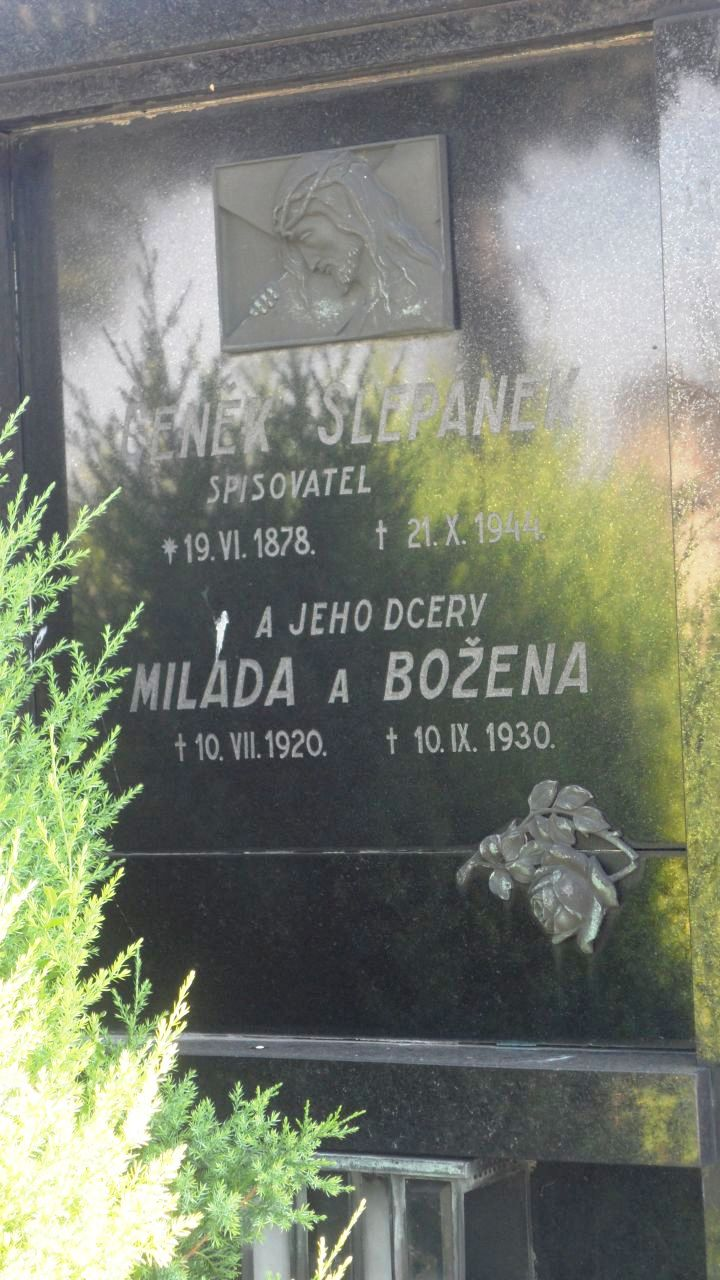